# Aeródromo Marambio
El aeródromo Marambio (FAA: MBI - OACI: SAWB) es uno de los más antiguos de toda la Antártida y funciona como puente aéreo entre Argentina y sus bases antárticas. El nombre, al igual que el de la Base Marambio en donde se encuentra, homenajea a Gustavo Argentino Marambio, pionero de la aviación argentina sobre el sector antártico.

## Historia y características
Se encuentra ubicado en la isla Marambio (o Seymour) en el mar de Weddell. Esta isla tiene alrededor de 18 km de longitud por 8,8 km de ancho. La pista sobre la permafrost tiene 1260 m de largo y 35 m de ancho.
Fue inaugurado el 29 de octubre de 1969 junto con la base.
La base cuenta con alojamientos para el personal, talleres de mantenimiento general, usina, planta de tratamiento de residuos cloacales, centro meteorológico, museo y hangar para aeronaves. En invierno la base tiene un promedio de 55 habitantes, pero en verano la población llega hasta 150.
La pista de aterrizaje es de tierra compactada, por lo que es apta para operar con aviones de gran porte utilizando el tren de aterrizaje convencional. Fue construida por los integrantes de la Patrulla Soberanía que en un entorno tan hostil y en condiciones muy precarias, viviendo en carpas y trabajando con picos y palas realizaron un gran esfuerzo para lograr su objetivo. Rompiendo así el aislamiento y generando un puente aéreo con el continente. El equipo liderado por el vicecomodoro Mario Luis Olezza construyó la pista de 1.200 m de longitud y 40 de ancho, la primera en el continente antártico. Los suministros pueden llegar a la Base Marambio durante todo el año para ser posteriormente distribuidos a las otras bases argentinas cercanas (excepto la Base Belgrano II). Hay cerca de 100 vuelos intercontinentales cada año hacia la base.
El aeródromo Marambio es uno de los tres de la Antártida que tiene pista de grava, los otros dos son Marsh Martin (de Chile) y Rothera (del Reino Unido).
En julio de 2015 fue inaugurada una segunda pista de grava con el despegue y posterior aterrizaje de un Twin Otter DHC-6 de la Fuerza Aérea Argentina, seguida de un Hércules C-130. La nueva pista posee 1600 metros de largo y 40 metros de ancho (la pista de tierra más extensa de la Antártida) y su orientación es 01/19, para poder ser utilizada con vientos del norte permitiendo la operación de aeronaves en forma permanente.